# Volo Widerøe 710
Il volo Widerøe 710, (in norvegese incidente di Torghatten, "Torghatten-ulykken") fu un volo controllato contro il suolo del monte Torghatten a Brønnøy, in Norvegia. Il de Havilland Canada Dash 7, operato dalla Widerøe, si schiantò il 6 maggio 1988 alle 20:29:30 durante l'avvicinamento all'aeroporto di Brønnøysund-Brønnøy. Tutte le trentasei persone a bordo morirono nell'impatto; l'incidente rimane ad oggi il disastro aereo più mortale di un Dash 7 e il più mortale nel nord della Norvegia. La causa diretta dell'incidente fu che l'aereo era sceso da 500 metri a 170 metri (1.500-550 piedi) alla distanza di 8 miglia nautiche (15 km; 9,2 mi) invece di 4 miglia nautiche (7,4 km; 4,6 mi) dall'aeroporto.
Un'indagine rilevò diverse carenze nelle procedure operative della compagnia aerea, in particolare la mancanza di comunicazione adeguata in cabina di pilotaggio e il controllo reciproco dei piani di discesa e di avvicinamento. In parte era stato causato dalla scelta della compagnia aerea di non seguire la Sterile Cockpit Rule e dal fatto che un passeggero era seduto in un sedile della cabina di pilotaggio durante il volo. La commissione d'inchiesta riscontrò anche la mancanza di un'adeguata formazione dei piloti nella compagnia aerea. Il volo 710 fu il secondo di quattro incidenti della Widerøe tra il 1982 e il 1993, i quali rivelarono gravi carenze nelle operazioni e nel controllo interno della compagnia aerea.

## L'aereo
L'aereo in questione era un de Havilland Canada DHC-7 Dash 7 Serie 102 quadrimotore, con numero di serie 28 e costruito nel 1980. Venne acquistato usato dalla Widerøe nel 1985 e immatricolato LN-WFN l'8 novembre 1985. Il suo certificato di l'aeronavigabilità fu rinnovato per l'ultima volta il 4 novembre 1987 ed era valido fino al 30 novembre 1988. L'aereo aveva operato per 16.934 ore e 32.347 cicli di pressurizzazione prima del suo ultimo volo. L'ultimo controllo manutenzione ebbe luogo il 15 aprile 1988, dopo di che l'aereo volò per 147 ore e 30 cicli di pressurizzazione.

## L'equipaggio
Il capitano era Bjørn Hanssen, 58 anni, di Bodø. Possedeva un certificato D rilasciato l'8 aprile 1981 rinnovato per l'ultima volta l'11 dicembre 1987. Ricevette per la prima volta la licenza nel 1949 lavorava come pilota della Widerøe dal 1 aprile 1960. Al momento del suo ultimo rinnovo vantava un'esperienza di 19.886 ore, di cui 2.849 ore con il Dash 7. Aveva completato l'addestramento di volo periodico con il Dash 7 l'8 marzo 1988. Era appena tornato a casa da una vacanza di sei settimane in Spagna.
Il primo ufficiale era Johannes Andal, 31 anni, di Florø. Possedeva un certificato C che lo limitava ad essere primo ufficiale sul Dash 7. Il certificato era stato rilasciato il 5 gennaio 1987 ed era valido dal 23 febbraio 1988. Aveva iniziato il suo addestramento al volo nel 1977, completandolo negli Stati Uniti nel 1979. Venne assunto come pilota dalla Widerøe il 6 febbraio 1986, dove aveva originariamente servito sul de Havilland Canada DHC-6 Twin Otter. Iniziò a volare sul Dash 7 nel febbraio 1988. In totale aveva accumulato un'esperienza di 6.458 ore di volo, di cui 85 sul Dash 7. L'assistente di volo aveva 28 anni e lavorava per Widerøe dal 1983.

## Il volo
L'aereo era stato utilizzato la mattina del 6 maggio su un volo multi-tratta dall'aeroporto di Bodø all'aeroporto di Trondheim, Værnes e ritorno. Infine tornò a Trondheim, dove cambiò equipaggio. Erano arrivati a Trondheim con un volo alle 18:50 del 5 maggio e avevano lasciato l'hotel locale alle 16:15 del 6 maggio. Il volo 710 doveva volare da Trondheim dall'Aeroporto di Namsos, ad Høknesøra, passando poi del quello di Brønnøysund, Brønnøy e atterrando infine all'aeroporto di Sandnessjøen, Stokka. Partì da Værnes alle 19:23, un'ora e mezza dopo il previsto, a causa di problemi tecnici con un altro aereo. Il volo 710 aveva un equipaggio di tre persone: il comandante, il primo ufficiale e un assistente di volo. Il velivolo era pieno e quindi un passeggero dovette sedersi sullo strapuntino nella cabina di pilotaggio, portando il numero di persone a bordo a 52.
L'aereo fece scalo a Namsos, dove sbarcarono sedici passeggeri. I passeggeri a bordo passarono a trentatré, ma l'uomo che occupava lo strapuntino rimase seduto lì nella tratta successiva. Il comandante era il pilota di volo durante questa tratta. Il DHC-7 decollò da Namsos alle 20:07 e prese contattò il controllo del traffico aereo (ATCC) di Trondheim alle 20:13 per ricevere il permesso di salire al livello di volo 90, confermata poco dopo. Durante il volo, il passeggero sul sedile rialzato si mise a chiacchierare con il comandante Hanssen e gli fece diverse domande sulle operazioni di volo. Il primo ufficiale Andal non si unì alla conversazione e fu lui a tenere i contatti radio con il controllo del traffico aereo e il centro operativo della compagnia aerea.
Andal prese contatto con la compagnia aerea alle 20:16 informandoli che si aspettavano di arrivare alle 20:32. Alle 20:20:29, l'equipaggio chiese all'ATCC di Trondheim il permesso di passare al Aerodrome Flight Information Service (AFIS) di Brønnøysund. Alle 20:20:42 l'aereo comunicò che avrebbe iniziato la discesa, passando così all'AFIS di Brønnøysund. Il contatto era avvenuto alle 20:22:34, momento in cui l'aereo annunciò che si trovava a 25 miglia nautiche (46 km; 29 mi) dall'aeroporto e al livello di volo 80. L'AFIS informò che non c'erano aerei noti nell'area e che la pista 22 era disponibile; il vento era di 5 nodi (9 km/h; 6 mph) da sud-est, con 5 miglia nautiche (9 km; 6 mi) di visibilità, una pioggia leggera e una temperatura di 6 °C (43 °F). Alle 20:23:22 il primo ufficiale parlò per 62 secondi con la compagnia aerea ordinando un taxi per uno dei passeggeri in modo che potesse raggiungere il suo traghetto di coincidenza.

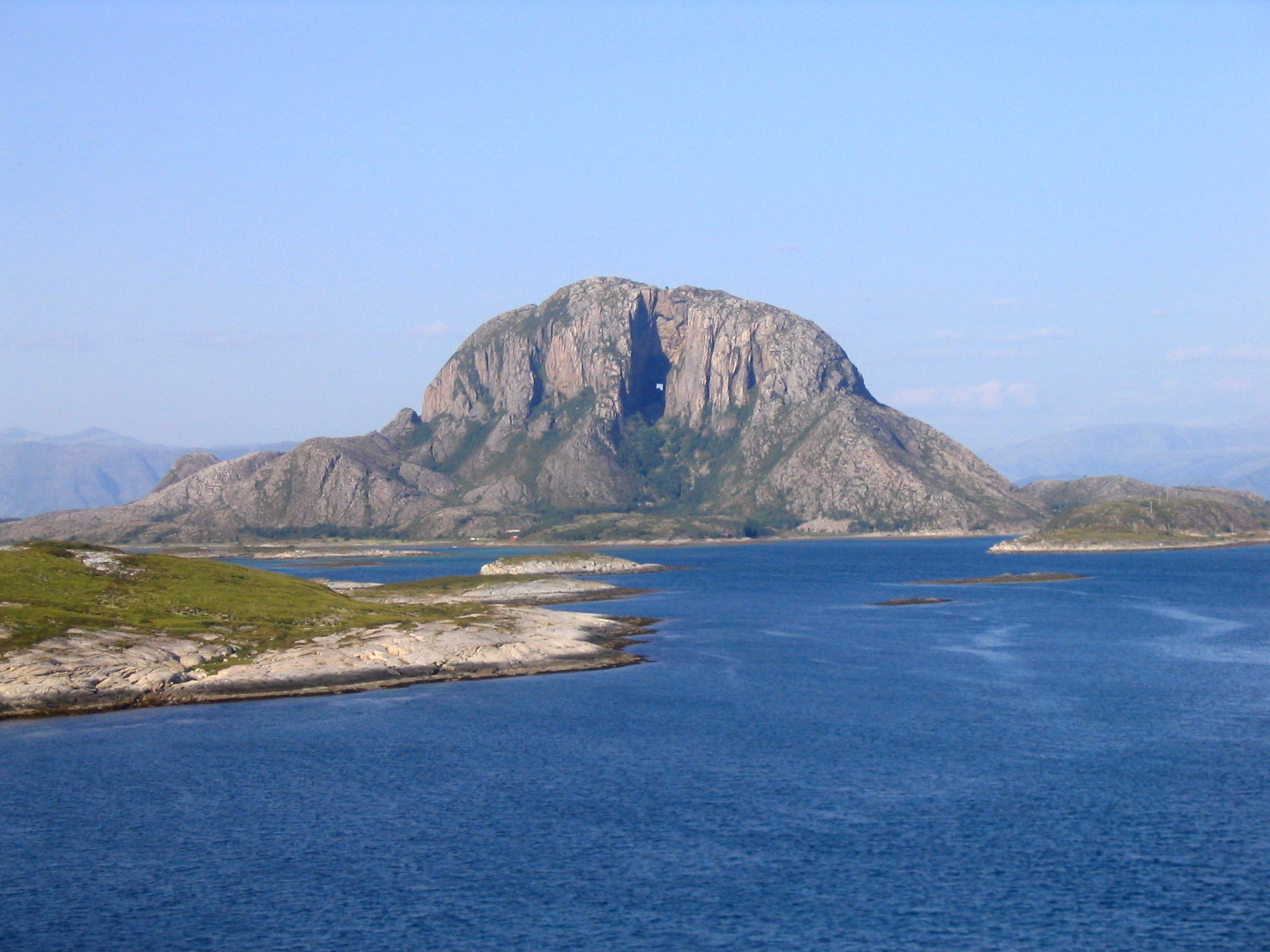
Torghatten, il luogo dell'incidente.

Il comandante Hanssen chiese la check-list per l'atterraggio alle 20:24:24. Si accese il segnale che indicava di allacciarsi le cinture di sicurezza e l'assistente di volo comunicò ai passeggeri di prepararsi per l'atterraggio. Alle 20:24:46 Hanssen, come parte della check-list, informò il primo ufficiale che sarebbero scesi a 1.500 piedi a Torghatten e poi a 550 piedi. A questo seguì una conversazione parzialmente confusa tra Hanssen e Andal, durante la quale discussero se dovevano fare rifornimento, e poi un'altra conversazione confusa tra Hanssen e il passeggero seduto in cabina. La direzione della portata radio omnidirezionale VHF (VOR) e delle apparecchiature di misurazione della distanza (DME) a Brønnøysund venne controllata alle 20:26:37.
Cominciarono la leggere la check-list alle 20:27:01, momento in cui l'altitudine del velivolo raggiunse i 500 metri (1.500 piedi). Il primo punto della lista di controllo non era leggibile, ma gli ultimi tre sì. Alle 20:27:32 il comandante nominò i flap e il carrello d'atterraggio, immediatamente estesi dal primo ufficiale, che portarono l'aereo a guadagnare 70 metri (200 piedi) di altitudine. I carrelli d'atterraggio vengono confermati bloccati alle 20:28:00. Quattro secondi dopo il passeggero chiese al comandante se esistesvano dei sistemi di riserva che potevano essere utilizzati se il carrello di atterraggio non si estendeva correttamente. A questo punto l'aereo iniziò la discesa da 500 metri (1.500 piedi).
L'AFIS richiese la posizione dell'aereo alle 20:28:10, e il primo ufficiale rispose alle 20:28:13 che si trovavano a 8 miglia nautiche (15 km; 9 miglia) di distanza. Chiese all'AFIS un controllo del vento e l'AFIS rispose che soffiava da 220 gradi e 8 nodi (15 km/h; 9 mph). Il primo ufficiale confermò l'informazione alle 20:28:24. L'aereo raggiunse l'altitudine di 170 metri (550 piedi) rimanendo a quell'altezza per il resto del volo. Partì una breve conversazione con il passeggero alle 20:28:55. Tre secondi dopo il comandante ordinò "flap a 25 gradi e carrelli estesi". Il primo ufficiale confermò due secondi dopo. La lista di controllo pre-atterraggio venne completata tra le 20:29:04 e le:19.
L'autopilota viene azionato 25 secondi dopo il decollo da Namsos per tutto il resto del volo. Dalle 20:29:21 tutti e quattro i motori mostrarono un aumento della potenza e immediatamente prima dell'incidente l'aereo aveva spostato il suo angolo da -2,5 gradi a 5 gradi. Alle 20:29:29 il sistema di allarme di prossimità al suolo segnalò "altitudine minima". L'aereo si schiantò sul lato occidentale di Torghatten alle 20:29:30 ad un'altezza di 170 metri.
L'aereo volò contro la montagna con un angolo di 15-20 gradi, con il lato di dritta verso di essa. Il Dash 7 stava salendo con un angolo di sette gradi, più/meno un grado. La punta dell'ala di dritta fu la prima a colpire la montagna, seguita dal motore numero quattro (quello più a destra). Il motore si staccò immediatamente e il velivolo si mise a ruotare. La distruzione partì nella costola posteriore dell'ala di dritta. Quindi il muso e l'ala sinistra del motore numero due (quello interno) colpirono una depressione nella parete della montagna, causando l'allentamento del motore numero uno dalla sua gondola e l'ala sinistra per la rottura tra i motori. Allo stesso tempo, il corpo dell'aereo si spezzò in due. Il movimento in avanti dell'aereo si fermò, i pezzi del relitto ruotarono con lo stabilizzatore verticale lontano dal lato della montagna, l'ala sinistra prese fuoco ed esplose, mentre il resto dell'aereo cadde lungo il pendio. Durante la discesa l'ala di dritta prese fuoco.

## La causa
La commissione rilevò che la causa dell'incidente stava nel fatto che l'avvicinamento era iniziato di 4 miglia nautiche (7 km; 5 mi) troppo presto e che quindi l'aereo era arrivato al di sotto dell'altezza del terreno. Non è stata trovata alcuna ragione specifica per un simile avvicinamento così precoce, sebbene ci siano state diverse mancanze da parte dei membri dell'equipaggio al rispetto del regolamento e delle procedure. In particolare, la commissione evidenziò la mancanza di controllo interno che avrebbe individuato carenze operative e la mancanza di procedure adeguate nella cabina di pilotaggio, in particolare per quanto riguarda le comunicazioni con la torre di controllo. Non c'erano guasti tecnici nell'aereo, e i piloti avevano il pieno controllo dell'aereo al momento della collisione, rendendolo un volo controllato contro il suolo.
Le interviste ad alcuni piloti della Widerøe misero in evidenza che la compagnia aerea soffriva di alcune carenze nelle sue procedure di addestramento, in parte perché mancava un simulatore di volo per il Dash 7. La cultura nella compagnia aerea tendeva a deviare dalle normali procedure e dalla cooperazione nel cockpit. I piani di volo spesso rendevano impraticabili le procedure per il controllo reciproco delle procedure e venivano comunemente saltate. La commissione ebbe l'impressione che la transizione di Widerøe da una compagnia aerea che aveva nella propria flotta soltanto Twin Otter a operare anche con il più impegnativo Dash 7 non fosse stata eseguita correttamente, il che aveva comportato carenze nelle procedure operative e di addestramento. Tutte le liste di controllo durante il volo erano state seguite correttamente, ma i piloti non scelsero un metodo di doppio controllo della discesa e dell'avvicinamento, così come non eseguirono alcun briefing e chiamate radio.
I piloti avevano compiuto diverse azioni non conformi ai regolamenti nella loro discesa. Ciò includeva l'uso di "Torghatten" durante il briefing del capitano, nonostante sulla mappa non ci fosse nulla con questo nome, né era presente un radiofaro vicino alla montagna. L'aereo avrebbe dovuto schiantarsi a 750 metri (2.500 piedi), ma invece precipitò a 500 metri (1.500 piedi). La discesa successiva era iniziata a 8 miglia nautiche (15 km; 9 mi) invece di 4 miglia nautiche (7 km; 5 mi) dall'aeroporto, e l'aereo poté dunque raggiungere l'altitudine consentita.
L'aereo volava secondo le regole del volo strumentale (IFR) e Torghatten era coperta dalla nebbia. La visibilità era all'interno del raggio d'azione consentito dall'IFR. La commissione rilevò ben cinque errori sulle mappe della Widerøe che avrebbero potuto influenzare direttamente l'incidente. Si ebbe così l'impressione che il DMR non fosse in funzione; il radiofaro luminoso "Torget", chiuso, compariva ugualmente sulle mappe e non c'era alcun piano di volo verticale da Lekan. Inoltre i limiti di altezza nell'area dell'incidente erano stati indicati tramite commenti piuttosto che attraverso una presentazione grafica. C'era anche confusione su quando avrebbero dovuto iniziare l'avvicinamento finale. La commissione criticò la compagnia aerea per le sue check list che istruivano i loro piloti a sintonizzare uno dei canali VHF sulla frequenza della compagnia durante la discesa, proprio nel momento in cui non doveva esserci alcuna comunicazione non pertinente alla sicurezza in volo.
Poiché l'aereo era al completo, a un passeggero è stato permesso di sedersi sul sedile aggiuntivo nella cabina di pilotaggio. Il passeggero non aveva alcun legame con la compagnia aerea, ma il comandante Hanssen gli diede il permesso tramite un conoscente nella Widerøe. Molti degli altri passeggeri erano suoi impiegati e avevano il diritto, secondo le regole della compagnia aerea, di essere seduti lì. Da Namsos a Brønnøysund si erano liberati dei posti, ma il passeggero nel cockpit non andò nella sezione passeggeri. La commissione ritenne che la conversazione del passeggero con il comandante lo avesse distolto dai suoi doveri in un punto delicato del volo. Tra i due piloti non c'era più una conversazione chiara, con conseguente interruzione del controllo reciproco.

## Salvataggio e investigazione
Quando si schiantò contro Torghatten l'aereo si trovava a 5 miglia nautiche (9 km; 6 miglia) a sud-ovest dell'aeroporto di Brønnøysund. La montagna è alta 271 metri (888 piedi) e risulta piuttosto visibile in una landa piatta. Il Dash 7 colpito il lato ovest della montagna in un punto in cui il terreno ha un'inclinazione di quaranta gradi. La linea centrale della traiettoria di volo era ad 800 metri (2.600 piedi) da Torghatten. Il relitto era sparso su un'area da 60 a 100 metri (da 200 a 330 piedi) al di sotto del punto d'impatto.
L'AFIS fece diversi tentativi di ricontattare l'aereo. Ricevettero una chiamata da un residente vicino alla montagna che diceva di aver sentito il rumore di un aereo seguito da un rumore forte. I vigili del fuoco di Brønnøysund e un'eliambulanza partirono per il luogo del disastro. I soccorsi vennero reso ardui dalle nuvole basse, da piccoli incendi ed esplosioni. Il terreno era difficile da percorrere e la mancanza di luce diurna non migliorava la situazione. Un elicottero con personale medico e diretto all'aeroporto giunse alle 21:25, mentre all'aeroporto stabilirono un punto d'incontro per i parenti più prossimi. Alle 23:30 la polizia dichiarò che non c'era speranza di trovare sopravvissuti, e il luogo dell'incidente passò dall'essere una scena di ricerche di eventuali sopravvissuti a una scena del  crimine. A causa della nebbia non fu possibile verificare che tutte le persone fossero state uccise fino al giorno successivo. Al salvataggio parteciparono settantacinque soldati della Guardia Nazionale.
L'Accident Investigation Board Norway è stata informata dell'incidente alle 21:10. Furono nominati quattro membri della commissione d'inchiesta, composta dal capo tenente generale Wilhelm Mohr, dal pilota Hallvard Vikholt, dal tenente colonnello Asbjørn Stein e dal capo della polizia Arnstein Øverkil. A causa delle cattive condizioni meteorologiche la commissione non si riunì a Brønnøy fino alle 15:00 del 7 maggio. Lo stesso giorno giunse il National Criminal Investigation Service per assistere l'AIBN. Sei persone nominate dal Canadian Aviation Safety Board, inclusi rappresentanti della de Havilland Canada e della Pratt & Whitney Canada, furono inviate per aiutare nelle indagini. Quattro rappresentanti della Widerøe erano disponibili per la consultazione con la commissione. La commissione d'inchiesta è stata successivamente integrata dalla psicologa Grethe Myhre e Øverkil sostituito da Arne Huuse.
Il sistema VOR/DME è stato testato il 7 maggio dall'Amministrazione dell'Aviazione Civile risultando funzionante. L'AIBN stabilì una base operativa presso l'hangar dell'aeroporto di Brønnøysund servendosi di un elicottero per trasportare i rottami del relitto e i corpi all'ospedale universitario di Trondheim per l'identificazione. Le indagini tecniche partirono il 9 maggio. Il velivolo era dotato di un registratore di dati di volo e di un registratore di cabina, una procedura standard per gli aerei moderni. Entrambi vennero trovati intatti e decodificati presso l'Air Accidents Investigation Branch nel Regno Unito. L'uso improprio del microfono rese difficile capire cosa dicesse il capitano Hanssen, ma fu possibile ricostruire le conversazioni e cosa accadde. Il 10 maggio si tenne una funzione commemorativa alla quale partecipò il primo ministro Gro Harlem Brundtland. Il resto del personale della Guardia Interna concluse il suo lavoro l'11 maggio e la polizia chiuse le indagini a Torghatten il 13 maggio.
Nel maggio 2013 la commissione investigativa è stata informata che due passeggeri avevano ciascuno il proprio telefono cellulare Mobira NMT-450 con sé sul volo. Poiché questo fatto non era stato menzionato nel rapporto originale, l'AIBN condusse una revisione della questione, soprattutto se i telefoni avessero potuto o meno generare un'interferenza nel sistema di navigazione verticale. A dicembre conclusero che non fu così, in quanto non vi erano indicazioni di interferenze e che non esistono casi in cui l'interferenza elettromagnetica abbia contribuito a causare un incidente aereo.

## Conseguenze
Il volo 710 è stato il secondo incidente mortale di un Dash 7 e rimane il peggiore. All'epoca era il terzo incidente aereo più mortale nella storia norvegese, dopo l'incidente aereo del Vickers Viking del 1961 e il volo Braathens SAFE 239 nel 1972. Da allora è diventato il quarto peggior incidente dal volo Vnukovo Airlines 2801. Rimane il peggior incidente nella Norvegia settentrionale.
La commissione raccomandò a Widerøe di aggiornare le sue mappe per Brønnøysund, rivedere e migliorare le sue procedure di atterraggio, migliorare le procedure di controllo interno per garantire che i piloti seguano i regolamenti operativi di volo della compagnia aerea e introdurre la Sterile Cockpit Rule. La commissione raccomandò all'amministrazione dell'aviazione civile di modificare le rotte di volo a Brønnøysund per aumentare l'altitudine intorno a quel monte. Il volo 710 fu il secondo di quattro incidenti mortali coinvolgenti la Widerøe avvenuti tra il 1982 e il 1993. Nel primo incidente, il volo 933, era stata scoperta anche una scarsa cultura della gestione delle risorse nel cockpit, ma si fece ben poco, in parte a causa di una teoria della cospirazione emersa in merito a una collisione con un jet da combattimento. Anche nei seguenti due grandi incidenti della Widerøe, il volo 893 nel 1990 e il volo 744 nel 1993, gli investigatori scoprirono delle carenze operative.
La stampa fu piuttosto aggressiva sull'incidente. Diverse importanti agenzie di stampa parteciparono al servizio commemorativo e i giornali pubblicarono in prima pagina immagini ravvicinate dei parenti delle vittime che piangevano. La Norwegian Press Complaints Commission, una commissione nominata dagli stessi giornali, assolse il Dagbladet dopo una denuncia per il loro uso aggressivo dell'immagine. Tuttavia la copertura dell'incidente avviò un dibattito interno tra i giornalisti sulla copertura degli incidenti rilevanti. La conclusione fu che il dolore privato non doveva essere coperto dai media, e da allora stabilirono una rigida autoapplicazione di tale politica.
L'aeroporto di Brønnøysund installò il sistema di atterraggio satellitare SCAT-I il 29 ottobre 2007. Steinar Hamar di Avinor dichiarò alla cerimonia di apertura che il sistema avrebbe impedito sia l'incidente del volo 710 che del volo 744 all'aeroporto di Namsos nel 1993. Il completamento del progetto, che avrebbe avuto luogo nella maggior parte degli aeroporti regionali di Avinor, era previsto per il 2013.